# Fred J. Koenekamp
Fred J. Koenekamp (* 11. November 1922 in Los Angeles, Kalifornien; † 31. Mai 2017 in Bonita Springs, Florida) war ein US-amerikanischer Kameramann.

## Leben und Werk
Fred J. Koenekamp begann seine Karriere als Chefkameramann im Filmgeschäft Mitte der 1960er Jahre. So arbeitete er unter anderem für die Fernsehserie Solo für O.N.C.E.L. als Kameramann. Mit Beginn der 1980er Jahre arbeitete Koenekamp verstärkt an Fernsehproduktionen mit. Sein Schaffen umfasst mehr als 90 Produktionen. Zuletzt trat er 1991 als Kameramann in Erscheinung.
1974 wurde er für seine Arbeit an Flammendes Inferno zusammen mit seinem Kollegen Joseph F. Biroc mit dem Oscar ausgezeichnet.
Häufiger arbeitete er mit dem Regisseur Franklin J. Schaffner zusammen.
Sein Vater Hans F. Koenekamp war als Spezialeffektkünstler im Filmgeschäft tätig.

## Auszeichnungen (Auswahl)
Oscar
- 1971: Oscar-Nominierung für Patton – Rebell in Uniform
- 1974: Auszeichnung für den Oscar für Flammendes Inferno
- 1978: Oscar-Nominierung für Inseln im Strom

American Society of Cinematographers
- 2005: Auszeichnung mit dem Lifetime Achievement Award

## Filmografie (Auswahl)

### Filme
- 1953: Die Wasserprinzessin (Dangerous When Wet) (Kamera-Assistenz)
- 1965: Spion mit meinem Gesicht (The Spy with my Face)
- 1967: Die Karate Killer (The Karate Killers)
- 1967: Doktor – Sie machen Witze! (Doctor, You've Got to Be Kidding!)
- 1968: Die unverbesserlichen Drei (The Helicopter Spies)
- 1968: Harte Fäuste, heiße Lieder (Stay away, Joe)
- 1968: Liebling, lass das Lügen (Live a Little, Love a Little)
- 1968: Kugeln sind sein Autogramm (Sol Madrid)
- 1969: Hochwürden dreht sein größtes Ding (The Great Bank Robbery)
- 1969: Pulver und Blei (Heaven with a Gun)
- 1970: Blumen ohne Duft (Beyond the Valley of the Dolls)
- 1970: Der Indianer (Flap)
- 1970: Flucht nach San Diego (Night Chase)
- 1970: Patton – Rebell in Uniform (Patton)
- 1971: Mord in San Francisco (Crosscurrent)
- 1971: Zwei Galgenvögel (Skin Game)
- 1972: Der Todesritt der glorreichen 7 (The Magnificent Seven Ride!)
- 1972: Die Rache ist mein (Rage)
- 1972: Jede Stimme zählt (Stand Up and Be Counted)
- 1972: Round Up (Kansas City Bombers)
- 1973: Harry mit den langen Fingern (Harry in Your Pocket)
- 1973: Papillon
- 1974: Flammendes Inferno (The Towering Inferno)
- 1974: Samstagnacht im Viertel der Schwarzen (Uptown Saturday Night)
- 1975: Deep River (The Runaway Barge)
- 1975: Männer des Gesetzes (Posse)
- 1975: Doc Savage – Der Mann aus Bronze (Doc Savage: The Man of Bronze)
- 1975: Straße der Gewalt (White Line Fever)
- 1976: Embryo (Embryo)
- 1977: Inseln im Strom (Islands in the Stream)
- 1977: Das Domino Komplott (The Domino Principle)
- 1977: Das Geld liegt auf der Straße (Fun with Dick and Jane)
- 1977: Die Bären bleiben am Ball (The Bad News Bears in Breaking Training)
- 1977: Jenseits von Mitternacht (The Other Side of Midnight)
- 1978: Der tödliche Schwarm (The Swarm)
- 1979: Der Champ (The Champ)
- 1979: Die Weiche steht auf Tod (Disaster on the Coastliner) (Fernsehfilm)
- 1979: Ein Mann räumt auf (Love and bullets)
- 1979: Amityville Horror (The Amityville Horror)
- 1980: Ene Mene Mu und Präsident bist du (First Family)
- 1980: Jeder Kopf hat seinen Preis (The Hunter)
- 1980: Der Tag, an dem die Welt unterging (When Time Ran Out …)
- 1981: Ein Montag im Oktober (First Monday in October)
- 1981: Eine schöne Bescherung (Carbon Copy)
- 1982: Flammen am Horizont (Wrong Is Right)
- 1982: Geliebter Giorgio (Yes Giorgio)
- 1983: Summer Girl – Wenn Leidenschaft zum Albtraum wird (Summer Girl)
- 1983: Zwei vom gleichen Schlag (Two of a Kind)
- 1984: Buckaroo Banzai – Die 8. Dimension (The Adventures of Buckaroo Banzai Across the 8th Dimension)
- 1984: City Killer – Eine Stadt in Panik (City Killer)
- 1984: Die fatale Affäre der Katherine G. (A Touch of Scandal)
- 1984: Die Haie von Las Vegas (The Vegas Strip War)
- 1984: Katastrophe auf dem Potomac – Absturz in die eisigen Fluten (Flight 90: Disaster on the Potomac)
- 1984: Von Sehnsucht verzehrt (Obsessive Love)
- 1985: Alice im Wunderland (Alice in Wonderland)
- 1985: Nicht unsere Tochter (Not My Kid)
- 1985: Wo warst du damals, Claire? (The Other Lover)
- 1986: Die Stewardessen Academy (Stewardess School)
- 1986: News at Eleven (Schlagzeile: Rufmord)
- 1987: Die Herzensbrecher von der letzten Bank (Student Exchange)
- 1988: Eine verhängnisvolle Erfindung (14 Going on 30)
- 1988: Splash, Too – Die Nixe aus New York (Splash, Too)
- 1989: Die große Herausforderung (Listen to Me)
- 1989: Welcome Home – Ein Toter kehrt zurück (Welcome Home)
- 1991: Flug durch die Hölle (Flight of the Intruder)

### Fernsehserien
- 1964–1967: Solo für O.N.C.E.L. (The Man from U.N.C.L.E.) (90 Episoden)
- 1968: Kobra, übernehmen Sie (Mission Impossible) (zwei Episoden)
- 1972–1973: Kung Fu (drei Episoden)